# 카를로스 발데라마
카를로스 알베르토 발데라마 팔라시오(스페인어: Carlos Alberto Valderrama Palacio, 1961년 9월 2일 ~ , 콜롬비아 산타마르타)는 콜롬비아의 전직 축구 선수로 콜롬비아 역대 최고의 선수로 손꼽히며 애칭은 El Pibe (아이)였으며 선수 시절 붉은 빛을 띤 오렌지 색의 파마 머리와 기술적인 패스와 방어로 유명하기도 했다.

## 국가대표팀 경력
발데라마는 1990년과 1994년, 1998년 월드컵에서 콜롬비아의 주장이었으며, 은퇴하기 전까지 111회의 A매치 경험을 가졌고, 11골을 득점하였다. 그는 콜롬비아 최고의 선수상인 'Atlético Junior'를 1993년부터 1995년에 걸쳐 수상하였다. 그가 출장한 최고의 경기는 1990년 FIFA 월드컵 독일전으로, 그 경기에서 그는 공간 패스로 프레디 린콘의 동점골을 어시스트했는데, 당시 독일의 주장이었던 마테우스는 "비단결같은 패스였다."라면서 찬사를 보내기도 했다.

### 국가대표팀 주요 출전 대회
- 1987년 코파 아메리카 국가대표
- 1990년 FIFA 월드컵 국가대표
- 1991년 코파 아메리카 국가대표
- 1993년 코파 아메리카 국가대표
- 1994년 FIFA 월드컵 국가대표
- 1995년 코파 아메리카 국가대표
- 1998년 FIFA 월드컵 국가대표

## 수상
콜롬비아
- 코파 아메리카 : 3위 (1987, 1993, 1995), 4위 (1991)

개인
- 남미 올해의 선수상 : 1987, 1993
- 메이저 리그 사커 MVP : 1996
- FIFA 100 : 2004
- 코파 아메리카 MVP : 1987

## 같이 보기
- A매치 100경기 이상 출전한 축구 선수 명단